# Elecciones parlamentarias de Portugal de 1942
Elecciones parlamentarias se celebraron en Portugal el 1 de noviembre de 1942. En aquel entonces, el país era un régimen de partido único, por lo que la Unión Nacional fue la única formación que pudo disputar las elecciones. Ningún candidato de oposición tenía permitido presentarse.
Para las elecciones, en el país se formó un único distrito electoral de 100 candidatos. Todos los hombres de 21 años o más estaban habilitados para votar siempre y cuando estuvieran alfabetizados o pagaran más de 100 escudos en impuestos, mientras que las mujeres mayores de 21 años tenían que haber completado la educación secundaria para hacerlo. Sin embargo, sólo el 11% de la población estaba registrada para votar.

## Resultados
| Partido                            | Votos   | %    | Escaños |
| ---------------------------------- | ------- | ---- | ------- |
| Unión Nacional                     |         | 100  | 100     |
| Votos inválidos/en blanco          |         | –    | –       |
| Total                              | 758,215 | 100  | 100     |
| Votantes registrados/participación | 870,922 | 87.1 | –       |
| Fuente: Nohlen & Stöver            |         |      |         |